# Lędówka
Lędówka – struga w północno-zachodniej Polsce, w woj. zachodniopomorskim, w powiecie kołobrzeskim; prawobrzeżny dopływ rzeki Dębosznicy.
Lędówka ma źródło na obszarze między wsią Dębica a Wierzbka Dolna, skąd płynie w kierunku północno-zachodnim. Następnie w pobliżu Jeziora Dębnickiego, zaczyna biec na zachód, gdzie później uchodzi do Dębosznicy. Na całej swej długości stanowi granicę pomiędzy gminą Rymań a gminą Siemyśl.
Na Mapie Podziału Hydrograficznego Polski ciek oznaczono jako dopływ spod Helenówka.
Nazwę Lędówka wprowadzono urzędowo rozporządzeniem w 1949 roku, zastępując poprzednią niemiecką nazwę Landow Bach.